# ウランバートル・シティFC
ウランバートル・シティFC (英: Ulaanbaatar City Football Club, モンゴル語: Улаанбаатар Сити ФС) は、モンゴル国の首都ウランバートルを本拠とするプロサッカークラブである。

## 歴史
2016年3月19日、石油製品などの販売を行なっているモンゴル企業MTグループのCEOで、モンゴルフェンシング協会会長も務めるDashnyam Ganzorigによって創設。Ganzorigは1500万トゥグルグでモンゴル・ナショナルプレミアリーグ参加ライセンスを取得し、クラブのために2年間で300億トゥグルグを投じている。
創設2年目の2017年にはMFFカップで優勝し、リーグも2位でシーズンを終えている。2019年にはモンゴル・ナショナルプレミアリーグでエルチムの5連覇を阻んで初優勝を果たし、AFCカップ2020出場権を獲得したが、COVID-19パンデミックのために2020年の選手権は中止されてしまった。
ホームスタジアムはクラブ所有のGモバイル・アリーナを使用する。モンゴルの移動体通信事業者Gモバイルが施設命名権を取得したこのスタジアムは2017年に着工し、2019年4月にオープンした。

## タイトル
- モンゴル・ナショナルプレミアリーグ : 1回
  - 優勝：2019
  - 2位：2017
- モンゴル・カップ : 1回
  - 優勝：2017
- モンゴル・スーパーカップ : 1回
  - 優勝：2017

## 歴代所属選手
- ムルン・アルタンホヤグ 2016-
- オユンバートル・オトゴンバヤル（英語版） 2017-
- ミジドルジ・オユンバートル（英語版） 2017-
- ツェデンバル・ノルジモー（英語版） 2017-2020
- 東山晃 2017
- ナルマンダフ・アルタグ（英語版） 2018-
- ガンバヤル・ガンボルド（英語版） 2018
- バルジンニャム・バトボルド（英語版） 2019